# Alberto Miguel Camps
Alberto Miguel Camps, que usaba los nombres de guerra de “Gervasio”, “Felipe”y “Quique”, fue un guerrillero que nació en Buenos Aires, Argentina, el 12 de febrero de 1948 y murió en Lomas de Zamora, provincia de Buenos Aires, Argentina, el 16 de agosto de 1977 en un enfrentamiento con fuerzas de seguridad que habían sitiado su casa. Fue uno de los tres únicos sobrevivientes de la llamada Masacre de Trelew.

## Actividad en la guerrilla
Cursó sus estudios en el Colegio Nacional Buenos Aires y luego comenzó la carrera de Medicina en la Universidad de Buenos Aires, donde comenzó a militar en una organización estudiantil de izquierda, incorporándose en mayo de ese año a las Fuerzas Armadas Revolucionarias. Intervino en asaltos a bancos, toma de puestos de seguridad en fábricas y, en junio de 1969, en la colocación de bombas en los supermercados de la cadena Minimax. Participó en el copamiento de la ciudad de Garín realizado por las FAR el 30 de julio de 1970 en el que los guerrilleros mataron un policía.
El 29 de diciembre de 1970 un grupo de la organización asaltó la sucursal Fuerza Aérea del Banco de Córdoba en el Barrio Rosedal de la ciudad de Córdoba y en la huida fueron interceptados por la policía provincial, generándose un largo e intenso tiroteo hasta que, agotadas las municiones, los guerrilleros se entregaron. Allí fue detenido Camps junto con Alfredo Elías Kohan, Carlos Heriberto Astudillo y Marcos Osatinsky, en tanto su compañera Raquel Liliana Gelin que había sido alcanzada por una bala falleció en el camino que une Córdoba con Carlos Paz y se convirtió en la primera mujer que murió combatiendo en la guerrilla en Argentina.

## Fuga y masacre en Trelew
Camps fue trasladado al penal de máxima seguridad de Rawson y el 15 de agosto de 1972, se fuga del mismo junto a otros integrantes de las FAR y Montoneros, en un resonante operativo durante el cual asesinaron al guardiacárcel Juan Gregorio Valenzuela. Por fallas en el operativo sólo un puñado de dirigentes guerrilleros llegó a tiempo al aeropuerto y Camps integraba un segundo grupo de 19 evadidos que logró arribar por sus propios medios en tres taxis al aeropuerto, pero llegaron tarde, justo en el momento en que la aeronave despegaba rumbo al vecino país de Chile, gobernado entonces por el socialista Salvador Allende. 
Al ver frustradas sus posibilidades, luego de ofrecer una conferencia de prensa este contingente depuso sus armas sin oponer resistencia ante los efectivos militares de la Armada que mantenían rodeada la zona, solicitando y recibiendo públicas garantías para sus vidas en presencia de periodistas y autoridades judiciales.
Una patrulla militar bajo las órdenes del capitán de corbeta Luis Emilio Sosa, segundo jefe de la Base Aeronaval Almirante Zar, condujo a los prisioneros recapturados dentro de una unidad de transporte colectivo hacia dicha dependencia militar. Ante la oposición de éstos y el pedido de ser trasladados de regreso nuevamente a la cárcel de Rawson, el capitán Sosa adujo que el nuevo sitio de reclusión era transitorio, pues dentro del penal continuaba el motín y no estaban dadas las condiciones de seguridad.
Al arribar el contingente al nuevo destino de detención, el juez Alejandro Godoy, el director del diario Jornada, el subdirector del diario El Chubut, el director de LU17 Héctor "Pepe" Castro y el abogado Mario Abel Amaya, quienes acompañaban como garantes a los detenidos, no pudieron ingresar con ellos y fueron obligados a retirarse.
A las 03:30 horas del 22 de agosto, en la Base Naval Almirante Zar, los 19 detenidos fueron despertados y sacados de sus celdas. Según testimonios de los tres únicos reclusos sobrevivientes, mientras estaban formados y obligados a mirar hacia el piso fueron ametrallados por una patrulla a cargo del capitán de corbeta Luis Emilio Sosa y del teniente Roberto Guillermo Bravo, falleciendo la mayoría en el acto o rematados después con armas cortas. Camps eludió la metralla arrojándose dentro de su celda pero el oficial Bravo le disparó al estómago. Trasladado al día siguiente a Puerto Belgrano, fue intervenido, logrando recuperarse. Alojado posteriormente en la cárcel de Villa Devoto, fue liberado el 25 de mayo de 1973 por una amnistía. 
El 17 de abril de 1974 fue detenido y torturado junto con su compañera Rosa Pargas y el gobierno de Juan Domingo Perón lo mantiene preso sin reconocer oficialmente su detención hasta pasado un tiempo. Un año después hace opción por salir del país, por lo cual se le deja libre y parte a Roma, desde donde regresa en febrero de 1976 retomando sus actividades guerrilleras con el cargo de secretario de la Columna 25 Sur de Montoneros.
El 16 de agosto de 1977 fuerzas de seguridad rodearon su casa ubicada en Lomas de Zamora, provincia de Buenos Aires, produciéndose un enfrentamiento durante el cual murió Camps. 